# Poa speluncarum
Poa speluncarum är en gräsart som beskrevs av John Richard Edmondson. Poa speluncarum ingår i släktet gröen, och familjen gräs. Inga underarter finns listade i Catalogue of Life.